# Patak (Szlovákia)
Patak (másképpen Liptópatak, szlovákul Potok) község Szlovákiában, a Zsolnai kerületben, a Rózsahegyi járásban

## Fekvése
Rózsahegytől 12 km-re keletre, 545 m magasan fekszik.

## Története
1273-ban „Medekus” néven említik először. A 13. században keletkezett a liptói óvár birtokaként. Itt haladt át a Zólyomból Árvába és Lengyelországba menő fontos kereskedelmi útvonal. 1286-ban IV. László király Illés fiaianak: Miklósnak és Marcelnak adja a Vág és a „Medokys-Patak” közötti területet. Ezután a Potocky és Kubinyi családok birtoka. 1715-ben 5, 1720-ban 3 adózója volt. 1784-ben 12 házában 98 lakos élt.
A 18. század végén Vályi András így ír róla: „PATAK. Tót falu Liptó Vármegyében, földes Urai Kubinyi, és más Uraságok, lakosai külömbfélék, fekszik Teplától nem meszsze, mellynek filiája, határjának földgye közép termékenységű, legelője elég, de mivel földgye többnyire hegyeken fekszik, ’s folyó vize, melly a’ helységen is keresztűl foly, réttyein, és földgyein károkat tesz, második osztálybéli.”
A falut 1800-ban egy tűzvész teljesen elpusztította. 1828-ban 12 háza és 92 lakosa volt, akik főként mezőgazdasággal foglalkoztak.
Fényes Elek 1851-ben kiadott geográfiai szótárában így ír a faluról: „Patak (Potok), tót falu, Liptó vmegyében, Tepla fil., 52 kath., 40 evang. lak. Savanyuviz-forrás. F. u. Potoczky család. Ut. p. Berthelenfalva.”
A trianoni diktátumig Liptó vármegye Németlipcsei járásához tartozott, utána az új, mesterségesen létrehozott csehszlovák államhoz csatolták.
Mezőgazdasági jellegét később is megőrizte.

## Népessége
| Év:            | 1994. | 2004.   | 2014.   | 2024.   |
| -------------- | ----- | ------- | ------- | ------- |
| Emberek száma: | 120   | 115     | 106     | 104     |
| Eltérés:       |       | -4,16 % | -7,82 % | -1,88 % |

| Év:            | 2023. | 2024. |
| -------------- | ----- | ----- |
| Emberek száma: | 104   | 104   |
| Eltérés:       |       | +0 %  |

1910-ben 125, túlnyomórészt szlovák lakosa volt.
2001-ben 111 szlovák lakosa volt.
2011-ben 112 lakosából 109 szlovák.

## Nevezetességei
- Ma a falu legrégibb épülete egy 1713-ban kőből épített ház.

## Külső hivatkozások
- Községinfó
- E-obce.sk Archiválva 2007. november 3-i dátummal a Wayback Machine-ben
- Patak Szlovákia térképén